# Emoções Sexuais de um Jegue
Emoções Sexuais de um Jegue é um filme brasileiro de sexo explícito realizado na Boca do Lixo de São Paulo em 1986 e dirigido por Sady Baby e Renalto Alves.

## História
O presidiário portador do vírus HIV Gavião foge da cadeia e descobre que sua mulher está grávida de outro homem. Para a surpresa de Gavião, o amante de sua esposa é seu próprio pai, o Velho Paçoca. Em nome da honra, o detento planeja vingar-se do pai, não hesitando em trucidar quem cruzar seu caminho.
Gavião teve que ter relações com 100 garotas de programa, para que podesse encontrar o Velho Paçoca. Transmitindo assim, o vírus HIV para toda a cidade. A população foi sendo dizimada pouco a pouco, enquanto Gavião procurava o Velho Paçoca. Durante a perseguição, a Esposa de Gavião abriu as pernas para um lixeiro, que depois chamou sua turma e fizeram um cinco contra um em cima da esposa do Gavião. Seu marido, cruzou todos os obstáculos trucidando a todos até encontrar gavião, quando em fim o matou, enfiando o picolé na sua boca.
Quando Gavião voltou para casa, encontrou 5 lixeiros pulando em cima da sua esposa, então o quarto se tornou um banho de sangue.

## Elenco
- Sady Baby ... Gavião
- Bim Bim ... velho Paçoca
- Makerley Reis
- X-Tayla
- Jerônimo Freire